# Crodowaldo Pavan
Crodowaldo Pavan, född den 1 december 1919 i Campinas, São Paulo, död den 3 april 2009 i São Paulo, var en brasiliansk genetiker.

## Biografi
1941 tog han kandidatexamen vid Universitetet i São Paulo. Under åren 1943 till 1947 arbetade han vid Faculdade de Filosofia, Ciências e Letras (FFCL) och blev klar med sin Ph.D. 1944 med André Dreyfus som handledare. 1943 påbörjade Pavan ett samarbete med genetikern Theodosius Dobzhansky, tillsammans publicerade de flera vetenskapliga artiklar om tvåvingesläktet Drosophila och beskrev flera nya arter från Brasilien. 1951 hittade Pavan arten Rhynchosciara angelae i delstaten São Paulos kustområde och använde den för cytogenetiska studier på grund av dess ovanligt stora polytena kromosomer. Mellan åren 1964 och 1965 arbetade Pavan som forskare vid Oak Ridge National Laboratory i USA där han studerade effekterna av strålning och smittämnen på kromosomerna och på genuttryck. Mellan åren 1968 och 1975 undervisade han vid University of Texas. 1977 flyttade han tillbaka till Brasilien och arbetade vid Universitetet i São Paulo till 1978 och sedan vid State University of Campinas.
Totalt har Pavan varit författare till över 100 olika vetenskapliga artiklar.